# 델마바반도

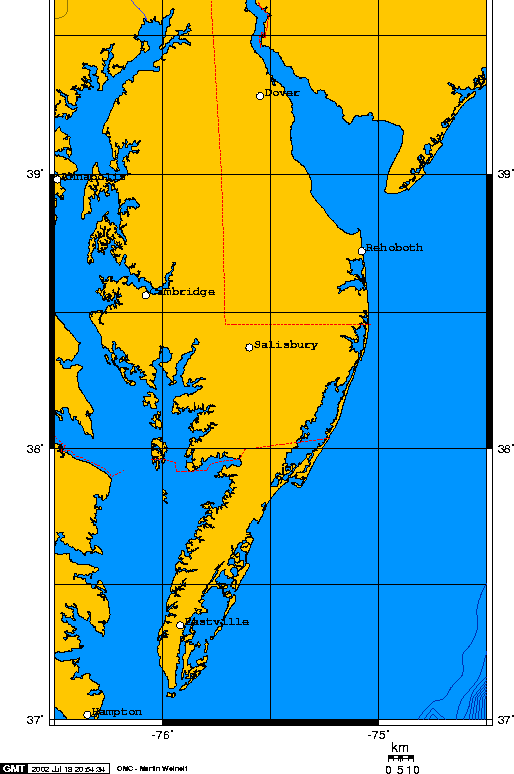
델마바반도의 지도

델마바반도(Delmarva Peninsula)는 미국 동해안의 반도로, 델라웨어주의 대부분과 메릴랜드주와 버지니아주의 일부를 포함한다. 남북 길이는 273 킬로미터에 이르고, 동서 길이는 19 킬로미터에서 113 킬로미터에 이른다. 반도의 서쪽에는 체서피크만(Chesapeake Bay)이 위치하고, 동쪽에는 델라웨어 만(Delaware Bay)과 대서양이 위치한다. 반도의 북쪽 지협에는 체서피크-델라웨어 운하가 반도를 가로지르고 있어 실질적으로 섬과 같은 모습을 보이고 있다.
델마바반도의 가장 큰 도시는 델라웨어주의 주도인 도버이며, 상업적 중심지는 메릴랜드주에 위치한 솔즈베리이다. 체셔피스-델라웨어 운하와 연안 섬들을 포함한 델마바반도의 면적은 14,130 제곱킬로미터이다.

## 이름의 유래
델마바반도라는 이름은 반도 내에 위치한 세 개의 주(델라웨어주, 메릴랜드주, 버지니아주)의 앞글자 명칭에서 유래하였으며, 이 이름은 초창기에 주로 상업적 목적으로 많이 이용되었다.

## 경제
델마바반도에는 퍼듀팜(Perdue Farms)을 비롯하여, 양계 산업이 발달하였으며, 농업도 발달하였다. 또한 해안 지역을 중심으로 한 관광 산업도 델마바반도의 주요 산업을 이루는데, 델라웨어주의 레호보스 비치(Rehoboth Beach)와 메릴랜드주의 오션시티(Ocean City)는 관광객들이 많이 찾는 대표적인 관광지이다.

## 별도의 주로 분리 주장
과거 수 차례 델마바반도 주민들 사이에서 각각의 주에서 탈퇴하여, 델마바반도를 하나의 주로 분리하자는 시도들이 있어왔다. 만일 통합이 이루어진다면 인구는 대략 140만명 정도로 하와이주와 비슷한 정도이다.